# Геворгян Араїк Грачійович
Араїк Грачійович Геворгян (вірм. Արայիկ Գևորգյան; нар. 22 січня 1973, село Бардзрашен, марз Арарат) — радянський та вірменський борець вільного стилю, триразовий чемпіон світу, багаторазовий призер та чемпіон Європи, триразовий учасник Олімпійських ігор. Був чемпіоном Європи 1991 року серед юніорів у складі збірної СРСР.

## Життєпис
Боротьбою почав займатися з 1984 року.
Виступав за профспілковий спортивний клуб «Арарат», Арташат. Тренери — Расмік Голетян, Степан Саркісян, Араїк Багдадян.

## Спортивні результати на міжнародних змаганнях

### Виступи на Олімпіадах
| Змагання                    | Збірна   | Вагова категорія          | Місце |
| --------------------------- | -------- | ------------------------- | ----- |
| Літні Олімпійські ігри 1996 | Вірменія | вільна боротьба, до 68 кг | 5     |
| Літні Олімпійські ігри 2000 | Вірменія | вільна боротьба, до 69 кг | 7     |
| Літні Олімпійські ігри 2004 | Вірменія | вільна боротьба, до 74 кг | 8     |

### Виступи на Чемпіонатах світу
| Змагання                        | Збірна   | Вагова категорія          | Місце  |
| ------------------------------- | -------- | ------------------------- | ------ |
| Чемпіонат світу з боротьби 1994 | Вірменія | вільна боротьба, до 68 кг | 11     |
| Чемпіонат світу з боротьби 1995 | Вірменія | вільна боротьба, до 68 кг | Золото |
| Чемпіонат світу з боротьби 1997 | Вірменія | вільна боротьба, до 69 кг | Золото |
| Чемпіонат світу з боротьби 1998 | Вірменія | вільна боротьба, до 69 кг | Золото |
| Чемпіонат світу з боротьби 1999 | Вірменія | вільна боротьба, до 69 кг | 5      |
| Чемпіонат світу з боротьби 2003 | Вірменія | вільна боротьба, до 74 кг | 19     |

### Виступи на Чемпіонатах Європи
| Змагання                         | Збірна   | Вагова категорія          | Місце  |
| -------------------------------- | -------- | ------------------------- | ------ |
| Чемпіонат Європи з боротьби 1993 | Вірменія | вільна боротьба, до 68 кг | Срібло |
| Чемпіонат Європи з боротьби 1994 | Вірменія | вільна боротьба, до 68 кг | Срібло |
| Чемпіонат Європи з боротьби 1995 | Вірменія | вільна боротьба, до 68 кг | Бронза |
| Чемпіонат Європи з боротьби 1996 | Вірменія | вільна боротьба, до 68 кг | Срібло |
| Чемпіонат Європи з боротьби 1997 | Вірменія | вільна боротьба, до 69 кг | Золото |
| Чемпіонат Європи з боротьби 1998 | Вірменія | вільна боротьба, до 76 кг | Срібло |
| Чемпіонат Європи з боротьби 2003 | Вірменія | вільна боротьба, до 74 кг | 6      |
| Чемпіонат Європи з боротьби 2004 | Вірменія | вільна боротьба, до 74 кг | 7      |

### Виступи на інших змаганнях
| Змагання                                                         | Збірна   | Вагова категорія          | Місце  |
| ---------------------------------------------------------------- | -------- | ------------------------- | ------ |
| Олімпійський кваліфікаційний турнір з боротьби 2004 (Братислава) | Вірменія | вільна боротьба, до 74 кг | Бронза |

### Виступи на змаганнях молодших вікових груп
| Змагання                                       | Збірна   | Вагова категорія          | Місце  |
| ---------------------------------------------- | -------- | ------------------------- | ------ |
| Чемпіонат світу з боротьби серед юніорів 1990  | СРСР     | вільна боротьба, до 58 кг | 9      |
| Чемпіонат Європи з боротьби серед юніорів 1991 | СРСР     | вільна боротьба, до 63 кг | Золото |
| Чемпіонат Європи з боротьби серед молоді 1992  | Вірменія | вільна боротьба, до 68 кг | Золото |
| Чемпіонат світу з боротьби серед молоді 1993   | Вірменія | вільна боротьба, до 68 кг | Золото |